# Подсолтово
Подсолтово (бел. Падсолтава) — агрогородок в Мстиславском районе Могилёвской области Белоруссии. Административный центр Подсолтовского сельсовета.

## География
Агрогородок находится в северо-восточной части Могилёвской области, в пределах Оршанско-Могилёвской равнины, на левом берегу реки Белая Натопа, на расстоянии примерно 15 километров (по прямой) к северо-западу от Мстиславля, административного центра района. Абсолютная высота — 208 метров над уровнем моря.

## История
В конце XVIII века село входило в состав Мстиславского воеводства Великого княжества Литовского. Действовала униатская церковь.
Согласно «Списку населенных мест Могилёвской губернии» 1910 года издания населённый пункт входил в состав Даниловского сельского общества Старосельской волости Мстиславского уезда Могилёвской губернии. Имелось 18 дворов и проживало 94 человека (43 мужчины и 51 женщина).

## Население
По данным переписи 2009 года, в агрогородке проживало 264 человека.